# Xã Buck Prairie, Quận Lawrence, Missouri
Xã Buck Prairie (tiếng Anh: Buck Prairie Township) là một xã thuộc quận Lawrence, tiểu bang Missouri, Hoa Kỳ. Năm 2010, dân số của xã này là 4.067 người.